# Enallagma basidens
Enallagma basidens är en trollsländeart som beskrevs av Philip Powell Calvert 1902. Enallagma basidens ingår i släktet Enallagma och familjen dammflicksländor. Inga underarter finns listade i Catalogue of Life.